# Bailout
Bailout – pomoc finansowa dla państw lub przedsiębiorstw w złej sytuacji ekonomicznej. Bailout może mieć charakter pożyczki lub pomocy bezzwrotnej i pochodzi zazwyczaj od instytucji publicznej.
Najbardziej znanym przykładem bailoutu jest tzw. plan Paulsona (właściwie Troubled Asset Relief Program – TARP) z października 2008 r., opiewający na 700 mld USD plan dofinansowania sektora finansowego w Stanach Zjednoczonych.